# Codsall
Codsall is een civil parish in het bestuurlijke gebied South Staffordshire, in het Engelse graafschap Staffordshire.